# Дикий Гаврило
«Дикий Гаврило» («Дикий Гаврила») — радянський художній фільм 1976 року, знятий режисером Леонідом Макаричевим на кіностудії «Ленфільм».

## Сюжет
У провінційне містечко приїжджає цирк. Без злого наміру хлопці, жителі маленького містечка, крадуть із цирку, що приїхав, дресованого ведмедя Гаврилу, щоб випустити його на волю.

## У ролях
- Наталя Бубнова — Міка Мігунова
- Віталій Буянов — Бряндя
- Андрій Жаренов — Слон
- Костя Толстов — Желєза
- Саша Куссуль — Змій
- Михайло Боярський — Геннадій Никольський, дресирувальник
- Михайло Девяткін — Василь Савельїч
- Андрій Меланед — епізод
- Михайло Єгоров — епізод
- Сергій Кузін — епізод
- Саша Пожарський — епізод
- Микола Боярський — Валентин Сергійович
- Михайло Васильєв — ветеринар
- Юрій Гончаров — батько Желєзи
- Л. Козаков — епізод
- Юхим Кам'янецький — епізод
- Світлана Кирєєва — епізод
- В. Максимов — епізод
- Л. Пінтовська — епізод
- Микола Прокопович — адміністратор
- Ернст Романов — перехожий в окулярах
- Станіслав Соколов — батько Брянді
- Віра Титова — епізод
- Любов Тищенко — епізод
- Георгій Штиль — сержант міліції
- Юрій Куклачов — дресирувальник кішок

## Знімальна група
- Режисер — Леонід Макаричев
- Сценарист — Валерій Прийомихов
- Оператор — Борис Тимковський
- Композитор — Станіслав Пожлаков
- Художник — Володимир Гасилов